# Charles Nicolas Adrien Delanney
Charles Nicolas Adrien Delanney, né le 10 octobre 1761 à Rouen (Normandie), mort le 13 mai 1799 à Mondovi (Italie), est un général de brigade de la Révolution française.

## États de service
Il entre en service le 23 avril 1782 dans la compagnie des gendarmes de Monsieur, et il démissionne le 16 juin 1783.
Le 21 septembre 1791, il est élu chef du 2e bataillon de volontaires de l’Eure, et il sert à l’armée de l’Ouest en 1792. Le 24 avril 1793, il est nommé commissaire pour le ralliement de l’armée du Nord, et le 15 mai 1793, il rentre au service comme adjudant-général chef de brigade.
En 1795, il se trouve en Hollande dans la division du général Bonnaud, et le 3 prairial an III (22 mai 1795), il a un cheval blessé sous lui lors de l’attaque du village de Templeure. Il est promu général de brigade le 25 prairial an III (13 juin 1795), et au mois d’août il rejoint l’Armée des côtes de Cherbourg.
Le 22 février 1796, il retourne à l'armée du Nord, et il reçoit le commandement de Dunkerque. Il est mis en non activité le 28 février 1797.
Rappelé à l’activité deux ans plus tard, il est envoyé à l’armée d’Italie le 8 avril 1799.
Il meurt le 13 mai 1799, d’une balle tirée d’une fenêtre à l’affaire de Mondovi.